# Wiktor Łysenko
Wiktor Andrijowycz Łysenko, ukr. Віктор Андрійович Лисенко, ros. Виктор Андреевич Лысенко, Wiktor Andriejewicz Łysienko (ur. 28 maja 1947 w Mikołajowie, Ukraińska SRR, ZSRR, zm. 27 lipca 2003 w Mikołajowie) – ukraiński piłkarz, grający na pozycji obrońcy, reprezentant ZSRR.

## Kariera piłkarska

### Kariera klubowa
Wychowanek Szkoły Sportowej w Mikołajowie. W 1964 roku rozpoczął karierę piłkarską w drużynie Sudnobudiwnyk Mikołajów, a już latem 1965 został zaproszony do Czornomorca Odessa. W 1971 przedwcześnie był zmuszony zakończyć karierę piłkarską, tak jak został ukarany za nieumyślne spowodowanie śmierci w wypadku drogowym.

### Kariera reprezentacyjna
20 lutego 1969 zadebiutował w reprezentacji Związku Radzieckiego w wygranym 3:1 meczu z Kolumbią.
Tragicznie zginął 27 lipca 2003 w Mikołajowie.

## Sukcesy i odznaczenia

### Sukcesy indywidualne
- wybrany do listy 33 najlepszych piłkarzy ZSRR: Nr 3 (1968)

### Odznaczenia
- tytuł Mistrza Sportu ZSRR: 1969